# Flicka (cheval)
Pour les articles homonymes, voir Flicka.
Flicka est un cheval de fiction créé par Mary O'Hara dans le roman Mon amie Flicka en 1941. Elle apparaît aussi dans les suites de cette série : Le Fils de Flicka et L'Herbe verte du Wyoming.

## Biographie fictive
Flicka est une pouliche sauvage, fille de Rocket (une jument dite "folle") et de Banner, l'étalon de l'élevage de « Goose Bar » dans le Wyoming. Elle est aussi, par sa mère, la petite fille d'un étalon sauvage légendaire nommé l'Albinos. Capturée alors qu'elle vivait à l'état semi-sauvage sous la conduite de Banner, elle manque de se tuer pour retrouver sa chère liberté, puis accorde sa confiance au jeune Kenneth McLaughlin qui l'aide à guérir et devient son cavalier.
Plus tard, Kenneth la fait s'accoupler illégalement avec Appalachian, un étalon de course de l'élevage voisin. Elle donne naissance à un poulain  blanc difforme, Thunderhead (Jupiter dans certaines traductions françaises). Ce dernier, au caractère fort, sera au centre du troisième volet de la trilogie. Elle donne aussi naissance à une pouliche, Revient-de-Loin. Cette dernière, née après une longue mise bas, sera son dernier rejeton. Elle a hérité des qualités de vitesse de son frère et du caractère doux de sa mère. À la fin du deuxième volet, elle gagne une course et est vendue, sauvant le ranch de la ruine.

## Description
Flicka est une pouliche (puis une jument) de robe alezane aux crins clairs.

Dans le film éponyme de 2006 qui interprète très librement les événements du roman, Flicka est une pouliche à la robe noire unie.